# SCOR
SCOR (angleško Supply Chain Operations Reference, slovensko Referenca poslovanja dobavne verige) je procesni referenčni model. Model SCOR je bil prvotno razvit pod okriljem Pittiglia, Rabina, Todda, McGartha, skupaj z AMR Research, 70 prostovoljnimi podjetji in tremi univerzami. Skupaj so organizirali neodvisno in neprofitno skupino Supply Chain Council (SCC). SCC je trenutno odprta za vse organizacije in podjetja, ki imajo željo uvesti model SCOR v svojo dobavno verigo. Model SCOR lahko na kratko opišemo kot industrijski standard za ocenjevanje učinkovitosti in uvajanje izboljšav na področju industrijske verige.

## Model SCOR vsebuje
- Kazalnike uspešnosti: matrike, ki ocenjuje uspešnost procesov.
- Procese: opis managementa procesov in okvir povezanosti procesov.
- Najboljše prakse: izbira praks, ki pripeljejo do najboljših rezultatov.
- Ljudje: elementi ljudi, ki jih SCOR opredeljuje za ustrezne v dobavni verigi.

### Kazalniki uspešnosti
SCOR opredeljuje pet glavnih atributov uspešnosti dobavne verige: zanesljivost, odzivnost, prilagodljivost, stroškovna učinkovitost in upravljanje premoženja. Obravnava teh atributov omogoča primerjavo med organizacijami, ki so se strateško odločile, da bojo nizko cenovni ponudnik proti organizacijam, ki so se odločile, da tekmujejo z zanesljivostjo in zmogljivostjo.
Model SCOR vsebuje več kot 150 ključnih kazalnikov, ki merijo uspešnost operacij dobavne verige. Te meritve uspešnosti izhajajo iz izkušenj in prispevka članov sveta. Tako kot pri sistemu za modeliranje procesov so tudi SCOR metrike organizirane v hierarhični strukturi.
- Meritve 1. stopnje so na najbolj agregirani ravni in jih običajno uporabljajo vodilni nosilci odločanja za merjenje uspešnosti celotne dobavne verige podjetja.
- Meritve 2. stopnje so primarni ukrepi na visoki ravni, ki lahko prečkajo več SCOR procesov.
- Meritve 3. stopnje se ne nanašajo nujno na postopek SCOR 1. stopnje (planiranje, nabava, izdelava, dostava, vračanje, omogočanje).

Meritve se uporabljajo skupaj z atributi uspešnosti. Atributi uspešnosti so značilnosti dobavne verige, ki omogočajo njeno analizo in vrednotenje glede na druge dobavne verige s konkurenčnimi strategijami. Tako kot bi fizične predmete, kot je kos lesa, opisali s standardnimi lastnostmi (npr. Višina, širina, globina), tudi dobavna veriga zahteva opis standardnih lastnosti. Brez teh značilnosti je izjemno težko primerjati organizacijo, ki se odloči za poceni ponudnika, in organizacijo, ki se odloči za konkurenco glede zanesljivosti in učinkovitosti.
Eden ključnih vidikov, ki ga je treba upoštevati, je, da se merjenje uspešnosti in s tem primerjalno označevanje izvaja na ravni dobavne verige in ne na ravni organizacije. Dobavne verige se identificirajo z organizacijo, ki temelji na kupcih in izdelkih. Organizacija, ki ponuja več izdelkov, bo imela več dobavnih verig. Pravzaprav bo različna tudi dobavna veriga za dostavo materiala in nato vrnitev materiala od kupca. 
Nato se ugotovi dobavna veriga, ki jo je treba izboljšati, kar bi lahko temeljilo na več parametrih, ki so najbolj donosni in ustvarjajo izgube. Ko se določi dobavna veriga, se opravijo samo meritve učinkovitosti in označevanje preskusne zmogljivosti. Treba je upoštevati, da SCOR morda nima podatkov o referenčnih vrednostih za vse vrste dobavne verige, zato je treba pri njih preveriti, tj. SCOR trenutno nima podatkov za "oskrbovalno verigo gostinstva" v letalski industriji. Bistvo je v tem, da je SCOR namenjen izboljšanju oskrbovalnih verig v organizaciji, izhodišče pa je, da če se izboljša posamezna oskrbovalna veriga, ima ta učinek na celotno organizacijo.
Z atributi uspešnosti so povezane meritve 1. stopnje. Te meritve 1. stopnje so izračuni, s katerimi lahko izvajalska organizacija izmeri, kako uspešna je pri doseganju želenega položaja v konkurenčnem tržnem prostoru.
Meritve v modelu so hierarhične, tako kot so elementi procesa hierarhični. Meritve 1. stopnje so ustvarjene iz izračunov nižje ravni. Meritve 1. stopnje so primarne meritve na visoki ravni, ki lahko prečkajo več SCOR procesov. Meritve 1. stopnje niso nujno povezane s postopkom SCOR 1. stopnje. Nižje stopnje računanja (meritve 2. stopnje) so na splošno povezane z ožjo podskupino procesov. Na primer, uspešnost dostave se izračuna kot skupno število izdelkov, dostavljenih pravočasno in v celoti na podlagi datuma prevzema.

### Procesi
Procesi v modelu SCOR so razdeljeni na tri ravni, s tem da poteka razširitev iz ravni 1 do ravni 3. Tako imamo pet procesov, ki spadajo v prvo raven: načrtovanje, nabavo, proizvodnjo, podajo in vračilo.  
Proces planiranja vključuje načrtovanje povpraševanja in dobave, za kar potrebuje uravnavanje nabave, proizvodnje in dobave z usklajevanjem njihovih planov.
Proces nabave skrbi, da so zadoščene potrebe zalog materiala, ki je potreben za izdelavo končnih produktov. Pri tem načrtuje  dostavo, prejem, preverjanje, prenos in odobritev plačil, ki so potrebni za zadoščene potrebe zalog. 
Proces izdelave vključuje procese, ki dejansko poskrbijo za transformacijo materiala v končni produkt. Procesi vključujejo planiranje dejavnosti v proizvodnji, testiranje izdelka, pakiranje izdelka, izdajo izdelka itd. 
Proces dostave vključuje naročanje, skladiščenje, transportiranje in inštalacijo produktov za dosego planiranega oziroma dejanskega povpraševanja.  
Proces vračanja vključuje vračanje surovin prodajalcu in vračanje končnih produktov nazaj v podjetje s strani kupcev. 
Na drugi ravni imamo 26 procesov. Na primer v drugo raven spadajo tri vrste naročil: naredi na zalogo, naredi za naročilo in naredi po naročilu. Na tretji ravni imamo že 185 procesov. Ti nam večinoma povejo v kakšnem zaporedju so izvedeni procesi iz druge ravni. 
Pri vseh referenčnih modelih obstaja poseben obseg, ki ga model obravnava. SCOR se ne razlikuje in model se osredotoča na naslednje: 
- Vse interakcije s strankami, od vnosa naročila do plačanega računa.
- Vse transakcije z izdelki (s fizičnim materialom in storitvami), od dobavitelja do kupca kupca, vključno z opremo, zalogami, rezervnimi deli, izdelki v razsutem stanju, programsko opremo itd.
- Vse tržne interakcije, od razumevanja skupnega povpraševanja do izpolnitve posameznega naročila.

### Najboljše prakse
Ko se izmeri uspešnost operacij dobavne verige in ugotovijo vrzeli v uspešnosti, je pomembno določiti, katere dejavnosti je treba izvesti za odpravo teh vrzeli. Na voljo je več kot 430 izvedljivih praks, ki izhajajo iz izkušenj članov SCC. Na podlagi le-teh prihaja do sistematičnega prepoznavanja, ocenjevanja in ublažitve morebitnih motenj v logističnih mrežah s ciljem zmanjšati njihov negativni vpliv na poslovanje logistične mreže.
Model SCOR opredeljuje najboljšo prakso kot trenutno, strukturirano, preverjeno in ponovljivo metodo za pozitiven vpliv na želene operativne rezultate. 
- Tok - ne sme biti inovativen in ne sme biti zastarel
- Strukturirano - je jasno navedel cilj, obseg, postopek in postopek
- Dokazano - Uspeh je bil dokazan v delovnem okolju.
- Ponovljivo - praksa se je izkazala v več okoljih.
- Metoda - Uporablja se v zelo širokem smislu za označevanje: poslovnega procesa, prakse, organizacijske strategije, omogočitvene tehnologije, poslovnega odnosa, poslovnega modela ter upravljanja informacij ali znanja.

#### Pozitiven vpliv na želene operativne rezultate
Praksa kaže operativno izboljšanje, povezano z navedenim ciljem, in bi ga lahko povezali s ključnimi meritvami. Učinek naj se pokaže bodisi kot dobiček (povečanje hitrosti, prihodkov, kakovosti) bodisi kot zmanjšanje (izkoriščenost virov, stroški, izguba, donos itd.).

### Ljudje
Oddelek Ljudi vključuje standard, ki se uporablja za opis veščin, ki so potrebne za izvajanje določene naloge in upravljanje teh procesov. Na splošno so te veščine značilne za dobavno verigo, kjer lahko nekatere najdemo tudi zunaj področja postopka dobavne verige. 
Ključni elementi ljudi, ki jih SCOR ocenjuje za ustrezne v dobavni verigi so: znanje, izkušnje, veščine, izobraževanje in kompetence.  SCOR model vseh pet še razčleni tako, da izboljšuje sposobnost ujemanja delovnih nalog s kandidati za delovno mesto. Tako imamo pet splošno sprejetih ravni kompetenc: novinec, začetnik, kompetenten, usposobljen in strokovnjak.
- Novinec (novice): nekvalificirani začetnik brez preteklih izkušenj zahteva podrobno dokumentacijo.
- Začetnik (beginner): sposoben izvajati naloge, prisoten je omejen situacijski zaznavanje.
- Kompetenten (competent): razumevanje nalog, sposoben določiti prioritete za uspešno dokončanje naloge.
- Usposobljen (proficient): Sposoben je nadzirati glavne vidike naloge, napredno zaznavanje razmer.
- Strokovnjak (expert): sposoben uporabiti vzorce iz izkušenj v novih situacijah.

Stopnje usposobljenosti se najpogosteje uporabljajo kot stopnje zrelosti v praksi ali procesu. Poleg tega se specifikacija delovnega mesta ali osebe oceni kot razlika med dejansko (ljudje) in načrtovano (specifikacije delovnega mesta) stopnjo usposobljenosti.

## Organizacijske prednosti sprejetja modela SCOR
- Hitra ocena učinkovitosti dobavne verige
- Jasna opredelitev skokov učinkovitosti
- Učinkovita prenova in optimizacija omrežja dobavne verige
- Izboljšana operativna kontrola temeljnih standardnih postopkov
- Izboljšano poročanje managementa in izboljšana organizacijska struktura
- Uskladitev oskrbne verige in strateških ciljev
- Podroben načrt za lansiranje novih izdelkov
- Sistematične združitve dobavne verige, ki bojo stroškovno bolj učinkovite